# Cantonul Darney
Cantonul Darney este un canton din arondismentul Épinal, departamentul Vosges, regiunea Lorena, Franța.

## Comune
- Attigny
- Belmont-lès-Darney
- Belrupt
- Bonvillet
- Darney (reședință)
- Dombasle-devant-Darney
- Dommartin-lès-Vallois
- Escles
- Esley
- Frénois
- Hennezel
- Jésonville
- Lerrain
- Pierrefitte
- Pont-lès-Bonfays
- Provenchères-lès-Darney
- Relanges
- Saint-Baslemont
- Sans-Vallois
- Senonges
- Les Vallois